# Sticky Fingers
Pour le groupe de rock australien, voir Sticky Fingers.
Albums de The Rolling Stones
Get Yer Ya-Ya's Out!
(1970) Exile on Main Street
(1972)
Singles
1. Brown Sugar / Bitch
Sortie : 16 avril 1971
2. Wild Horses / Sway
Sortie : 12 juin 1971

Sticky Fingers est le 9e album studio des Rolling Stones. Il est sorti en avril 1971 et c'est le premier album réalisé pour leur propre label, Rolling Stones Records, ainsi que le premier avec Mick Taylor comme membre du groupe à part entière.

## Historique

### Contexte
Leur partenariat avec Decca Records touchant à sa fin, les Rolling Stones se sentent enfin libres de réaliser leurs albums comme ils l’entendent. Cependant, leur ancien manager Allen Klein porte au groupe un coup majeur quand ils découvrent qu’ils ont cédé, par inadvertance, leurs droits d’auteur pour les années 1960 à Klein et sa compagnie ABKCO. C'est la raison pour laquelle certains albums tels que Come On (1963) ou l'album live Get Yer Ya-Ya's Out! ne sont sortis que sur ABKCO Records.
Quand Decca informe les Stones qu'ils leur doivent encore un single, ils proposent effrontément une chanson intitulée Cocksucker Blues, qui ne peut qu'être refusé. Decca décide plutôt de publier Street Fighting Man en single, sorti deux ans plus tôt sur l’album Beggars Banquet, tandis que Klein conserve conjointement avec les Stones les droits d'auteur sur Brown Sugar et Wild Horses.

### Enregistrement
Bien que les sessions aient commencé véritablement en mars 1970, il y avait eu auparavant des enregistrements à Muscle Shoals (Alabama) en décembre 1969 et Sister Morphine, qui avait été enregistrée en mars 1969, avait été gardée pour cet album.
Une grande partie de l’enregistrement de Sticky Fingers a été effectuée dans le studio mobile des Rolling Stones à Stargroves pendant l’été et l’automne 1970, en plus des sessions réalisées le 17 février 1970 puis au printemps, et enfin dans la deuxième quinzaine d'octobre 1970 à l'Olympic et au Trident Studios. Les premières versions de chansons qui apparaîtront par la suite sur Exile on Main St. ont également été répétées au cours de ces séances.

## Caractéristiques artistiques

### Analyse du contenu
L'album se distingue par un son profond et bluesy, en partie grâce à l'influence de Mick Taylor et son jeu à la slide, aussi bien sur Sway et Moonlight Mile, qu'il a composées lui-même (comme l'attestent les crédits sur l'album vinyle original avec la braguette ouvrable), que sur Wild Horses.
Sur Sister Morphine, la partie de guitare slide est assurée par Ry Cooder. Cette chanson avait d'abord été enregistrée par Marianne Faithfull, qui a écrit l'essentiel des paroles, avant que les Stones n'en fassent leur propre version. Titre phare de l'album, Brown Sugar est dynamité par le saxophone de Bobby Keys. La chanson qui parle ouvertement de drogue reste aujourd'hui un des standards du groupe, et a été entièrement composée, musique et paroles, par Mick Jagger, contrairement à la croyance qui en fait l'archétype d'une chanson à la Keith Richards. Quant à Wild Horses, elle contient parmi les plus belles paroles écrites par Mick Jagger et prouve que les Rolling Stones pouvaient sortir du registre sexiste pour livrer des ballades.
Le titre de l'album serait dû à un film pour adultes.

### Pochette et disque

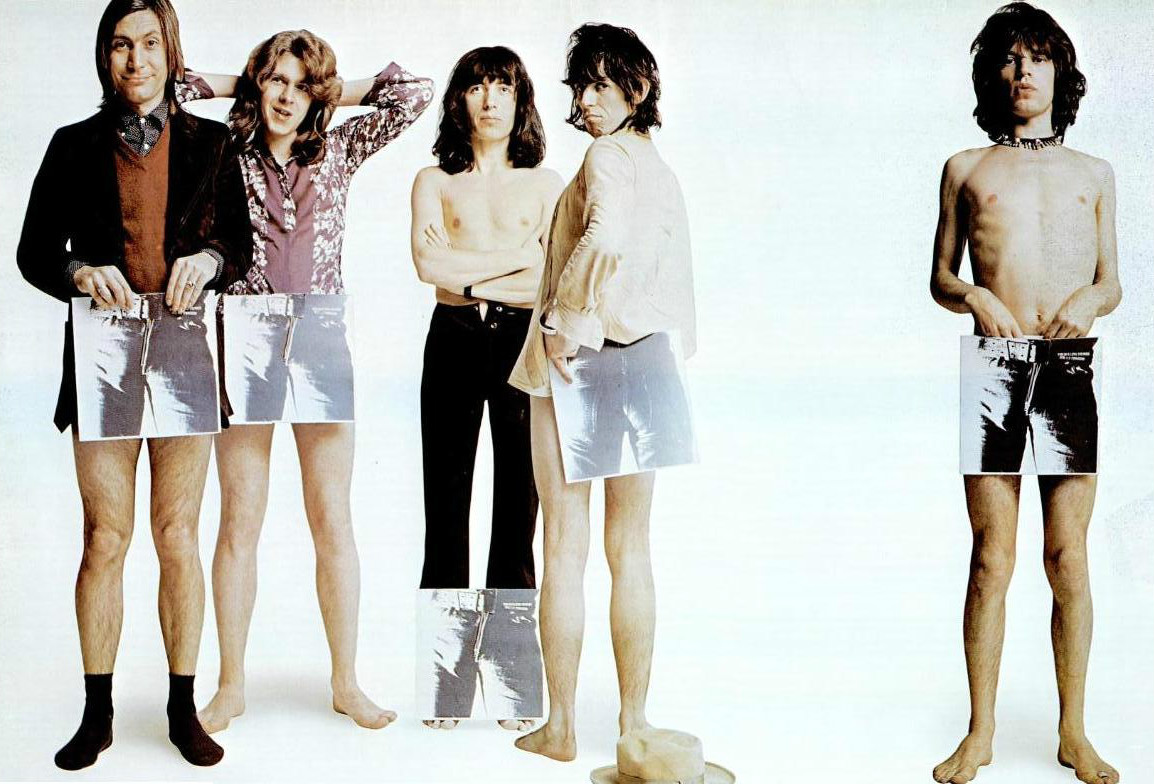
Photographie promotionnelle du groupe pour la sortie de l'album

La pochette de l'album Sticky Fingers dispose d'une fermeture éclair qui s'ouvre pour révéler un homme en sous-vêtements de coton. Elle a été imaginée par l'artiste pop art américain Andy Warhol, photographiée par Billy Name et effectivement conçue par Billy Name. La photographie représente un entrejambe masculin serré dans des jeans étroits. Contrairement à une idée répandue parmi les fans du groupe, il ne s'agit pas de celui de Mick Jagger. En effet, les personnes impliquées dans la réalisation de la photographie ont révélé que plusieurs hommes avaient été pris en photo, mais pas Jagger. Selon ces derniers, il s'agirait probablement de Corey Tippin, un artiste présent à la Factory à cette époque, mais Joe Dallesandro a revendiqué être le modèle. Enfin, c'est la première fois que figure sur un album des Rolling Stones leur célèbre logo en forme de langue et de lèvres, créé par John Pasche.
La fermeture éclair du disque pose un problème aux détaillants, ceux-ci se plaignant qu'elle endommage les disques (en vinyle) lorsqu'ils sont empilés les uns sur les autres. Par la suite, la fermeture est donc légèrement ouverte jusqu'au milieu du disque afin de réduire les dégâts le plus possible.
En 2003, VH1 élit la pochette de Sticky Fingers meilleure pochette d'album de tous les temps.
La pochette Too Fast for Love de Mötley Crüe sorti en 1981 est un hommage à la pochette de Sticky Fingers.

## Parution et réception
Sticky Fingers atteint la première place des classements britanniques en mai 1971, y restant pendant quatre semaines avant de revenir à la première place pendant une semaine supplémentaire à la mi-juin. En Amérique, l'album atteint la première place quelques jours après sa sortie, y restant pendant quatre semaines. En Allemagne, c'était l'un des deux albums non allemands à atteindre la première place en 1971. En France, il se classe à la troisième place. Le single Brown Sugar est numéro 1 aux États-Unis et numéro 2 au Royaume-Uni . Il sera certifié triple disque de platine aux États-Unis en mai 1990 pour plus de trois millions d'exemplaires vendus. En France, il sera certifié disque d'or pour plus de cent mille exemplaires vendus.
Dans une critique contemporaine pour le Los Angeles Times, le critique musical Robert Hilburn déclare que si Sticky Fingers est l'un des meilleurs albums rock de l'année, il n'est que "modeste" selon les standards des Stones et réussit grâce à des chansons comme Bitch et Dead Flowers, qui rappellent le style furieux et décomplexé du groupe.
Jon Landau, écrivant dans Rolling Stone, estime qu'il manque l'esprit et la spontanéité des deux albums précédents du groupe et, à part Moonlight Mile, est plein de "tentatives forcées de style et de contrôle" sur lesquelles le groupe semble désintéressé, en particulier dans des chansons formellement correctes comme Brown Sugar. Dans une critique positive, Lynn Van Matre du Chicago Tribune voit l'album comme le groupe "à son apogé" et écrit que, bien qu'il soit "à peine révolutionnaire", il est suffisamment cohérent pour être l'un des meilleurs albums de l'année.
Sticky Fingers est élu deuxième meilleur album de l'année dans le sondage annuel de The Village Voice en 1971. Lester Bangs l'a élu numéro un dans le sondage, affirmant que c'était son album le plus diffusé de l'année. Robert Christgau, le créateur du sondage, a classé l'album 17e sur sa propre liste de fin d'année.
En 1994, Sticky Fingers est classé dixième sur la liste All Time Top 1000 Albums de Colin Larkin. Il a déclaré : « Un rock sale comme celui-ci n'a pas encore été amélioré, et il n'y a toujours pas de rival en vue ». Dans une critique rétrospective, le magazine Q a déclaré que l'album était "Les Stones à leur apogée... une formule magique de soul lourde, de blues stoner et de rock macho".
Le magazine Record Collector a déclaré qu'il présentait Jagger et Richards alors qu'ils "se plongent encore plus profondément dans les premiers blues qui les ont inspirés et intensifient leurs enquêtes sur un autre grand style américain, le country". Dans sa critique pour le magazine Goldmine, Dave Thompson a écrit que l'album reste supérieur à "la plupart du catalogue des Rolling Stones".
En 2003, Sticky Fingers figure au 63e rang de la liste des 500 plus grands albums de tous les temps de Rolling Stone.
Sticky Fingers est remasterisé et réédité par Virgin Records en 1994. Ce remaster sort initialement en CD édition collector, qui reproduit en miniature de nombreux éléments de l'emballage original de l'album vinyle, y compris la fermeture éclair. Sticky Fingers est de nouveau remasterisé en 2009 par Universal Music Enterprises, et en 2011 sur une version japonaise SHM-SACD. En 2015, l'album ressort en version remastérisée avec des versions alternatives (dont Brown Sugar avec Eric Clapton à la guitare solo, enregistré à l'occasion de l'anniversaire de Keith Richards) et des titres live de leur tournée.

## Liste des chansons
| 1. | Brown Sugar                | Jagger/Richards                   | 3:50 |
| 2. | Sway                       | Jagger/Richards                   | 3:45 |
| 3. | Wild Horses                | Jagger/Richards                   | 5:41 |
| 4. | Can't You Hear Me Knocking | Jagger/Richards                   | 7:17 |
| 5. | You Gotta Move             | Fred McDowell/Reverend Gary Davis | 2:32 |

| 6.  | Bitch           | Jagger/Richards                    | 3:42 |
| 7.  | I Got The Blues | Jagger/Richards                    | 4:00 |
| 8.  | Sister Morphine | Jagger/Richards/Marianne Faithfull | 5:34 |
| 9.  | Dead Flowers    | Jagger/Richards                    | 4:05 |
| 10. | Moonlight Mile  | Jagger/Richards                    | 5:56 |

### CDs bonus (version Deluxe) de la réédition 2015
CD 2 :
1. Brown Sugar (Version alternative avec Eric Clapton enregistrée à l'occasion de l'anniversaire de Keith Richards) - 4:07
2. Wild Horses (Version acoustique) - 5:47
3. Can't You Hear Me Knocking (Version alternative) - 3:24
4. Bitch (Version longue) - 5:53
5. Dead Flowers (Version alternative) - 4:18
6. Live With Me (Live Roundhouse 1971) - 4:22
7. Stray Cat Blues (Live Roundhouse 1971) - 3:38
8. Love In Vain (Live Roundhouse 1971) - 6:42
9. Midnight Rambler (Live Roundhouse 1971) - 11:27
10. Honky Tonk Woman (Live Roundhouse 1971) - 4:14

CD 3 : Live at Leeds University, 1971
1. Jumpin' Jack Flash - 3:42
2. Live with Me - 3:33
3. Dead Flowers - 4:03
4. Stray Cat Blues - 4:37
5. Love in Vain - 4:19
6. Midnight Rambler - 9:15
7. Bitch - 5:53
8. Honky Tonk Women - 3:02
9. (I Can't Get No) - Satisfaction 3:44
10. Little Queenie - 4:26
11. Brown Sugar - 3:48
12. Street Fighting Man - 3:15
13. Let It Rock (parue à l'origine en face B du single Brown Sugar) - 3:14

## Personnel
Les crédits de l'album original s'établissent comme suit :

### The Rolling Stones
- Mick Jagger – chant, percussion sur Brown Sugar, guitare rythmique sur Sway, guitare acoustique sur Moonlight Mile
- Keith Richards – guitare rythmique, guitare acoustique sur Brown Sugar, You Gotta Move, I Got the Blues et Sister Morphine, guitare 12 cordes acoustique sur Wild Horses, guitare solo sur Brown Sugar, Wild Horses, Bitch et Dead Flowers, chœurs,
- Mick Taylor – guitare acoustique sur Wild Horses, guitare rythmique et solo sur Can't You Hear Me Knocking, guitare solo et rythmique sur Bitch, guitare slide sur Sway et You Gotta Move
- Bill Wyman – basse, piano électrique sur You Gotta Move
- Charlie Watts – batterie

### Musiciens additionnels
- Paul Buckmaster – arrangements des cordes sur Sway et Moonlight Mile
- Ry Cooder – guitare slide sur Sister Morphine
- Billy Preston – orgue sur Can't You Hear Me Knocking et I Got the Blues
- Ian Stewart – piano sur Brown Sugar et Dead Flowers
- Nicky Hopkins – piano sur Sway
- Jack Nitzsche – piano sur Sister Morphine
- Jim Dickinson – piano sur Wild Horses
- Jim Price – piano et trompette sur Moonlight Mile
- Bobby Keys – saxophone ténor sur Brown Sugar, Can't You Hear Me Knocking, Bitch et I Got the Blues
- Rocky Dijon – congas sur Can't You Hear Me Knocking
- Jimmy Miller – maracas sur Can't You Hear Me Knocking

### Équipe de production
- Jimmy Miller - Producteur
- Glyn Johns, Andy Johns, Chris Kimsey, Jimmy Johnson - Ingénieurs du son
- Doug Sax - Masterisation
- Andy Warhol - Pochette

## Charts et certifications

### Album
Charts
| Pays             | Durée du classement | Classement | Date            |
| ---------------- | ------------------- | ---------- | --------------- |
| Allemagne        | 22 semaines         | 1er        | 15 juin 1971    |
| Australie        | 17 semaines         | 1er        | 31 juillet 1971 |
| Autriche         | 5 semaines          | 9e         | 19 juin 2015    |
| Canada           | 48 semaines         | 1er        | 12 juin 1971    |
| Espagne          | 13 semaines         | 8e         | 14 juin 2015    |
| États-Unis       | 69 semaines         | 1er        | 22 mai 1971     |
| France           | 23 semaines         | 3e         | 27 mai 1975     |
| Italie           | —                   | 5e         | 1971            |
| Norvège          | 29 semaines         | 1er        | 17 mai 1971     |
| Nouvelle-Zélande | 5 semaines          | 8e         | 15 juin 2015    |
| Pays-Bas         | 22 semaines         | 1er        | 15 mai 1971     |
| Portugal         | 1 semaine           | 25e        | 8 juin 2015     |
| Royaume-Uni      | 32 semaines         | 1er        | 8 mai 1971      |
| Suède            | 2 semaines          | 31e        | 19 juin 2015    |
| Suisse           | 7 semaines          | 16e        | 14 juin 2015    |

- Compte tenu des nombreuses rééditions à différentes dates, n'est retenu ici que le meilleur classement pour chaque pays quelle que soit la date de sortie.

Certifications
| Pays        | Certification | Ventes      | Date         |
| ----------- | ------------- | ----------- | ------------ |
| Australie   | Or            | 35 000 +    | 24 juin 2015 |
| États-Unis  | 3 × Platine   | 3 000 000 + | 31 mai 2000  |
| France      | Or            | 100 000 +   | 1990         |
| Italie      | Or            | 25 000 +    | 2021         |
| Royaume-Uni | Platine       | 300 000 +   | 14 juin 2019 |

### Singles
| Single             | Chart               | Durée du classement | Position | Date            |
| ------------------ | ------------------- | ------------------- | -------- | --------------- |
| Brown Sugar'' · Or | Hot 100             | 12 semaines         | 1er      | 29 mai 1971     |
| Brown Sugar'' · Or | Single Top 100      | 18 semaines         | 4e       | 10 mai 1971     |
| Brown Sugar'' · Or | ARIA Charts         | 9 semaines          | 5e       | 28 juin 1971    |
| Brown Sugar'' · Or | Ö3 Austria Top 40   | 4 semaines          | 10e      | 15 mai 1971     |
| Brown Sugar'' · Or | (W) Ultratop        | 13 semaines         | 15e      | 3 juillet 1971  |
| Brown Sugar'' · Or | (V) Ultratop        | 7 semaines          | 7e       | 5 juin 1971     |
| Brown Sugar'' · Or | RPM Top Singles     | 12 semaines         | 1er      | 5 juin 1971     |
| Brown Sugar'' · Or | Single Top 100      | 21 semaines         | 1er      | 25 juillet 1971 |
| Brown Sugar'' · Or | VG-lista            | 11 semaines         | 4e       | 24 mai 1971     |
| Brown Sugar'' · Or | Mega Top 50         | 10 semaines         | 1er      | 22 mai 1971     |
| Brown Sugar'' · Or | UK Singles Chart    | 13 semaines         | 2e       | 15 mai 1971     |
| Brown Sugar'' · Or | Schweizer Hitparade | 12 semaines         | 1er      | 1er juin 1971   |
| Wild Horses · Or   | Hot 100             | 8 semaines          | 28e      | 24 juillet 1971 |
| Wild Horses · Or   | RPM Top Singles     | 12 semaines         | 11e      | 31 juillet 1971 |
| Wild Horses · Or   | Sverigetopplistan   | 2 semaines          | 53e      | 5 avril 1996    |